# Pannenlikker

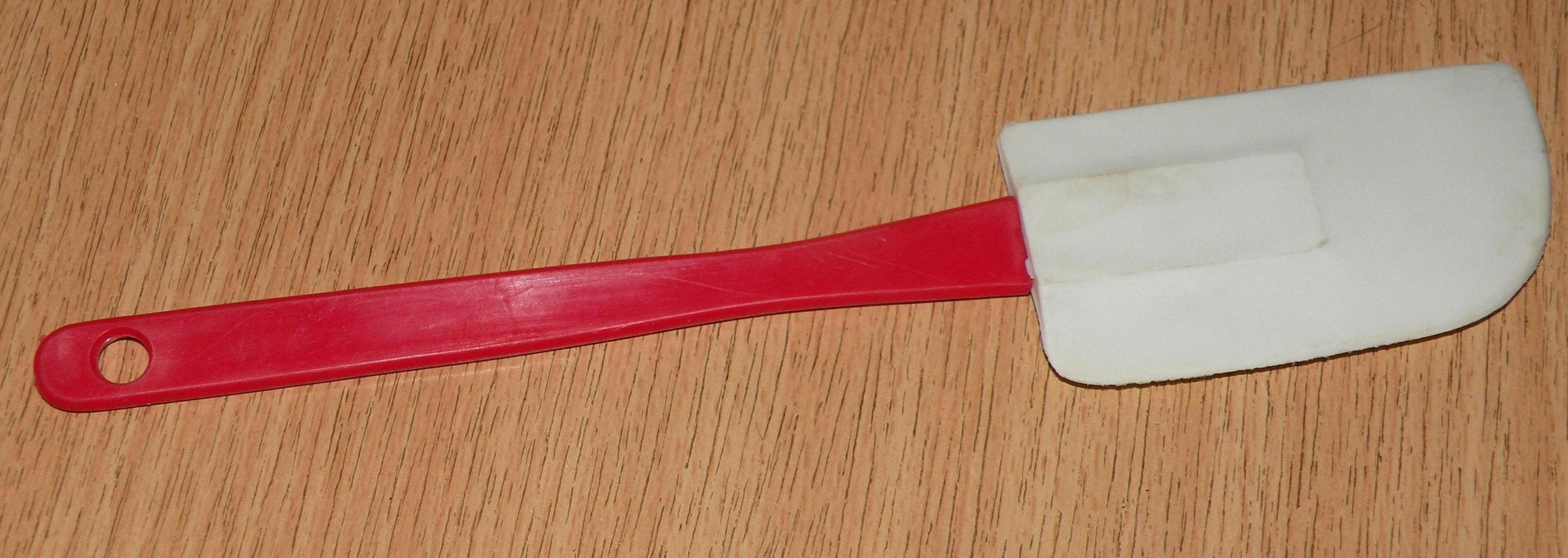
Een pannenlikker

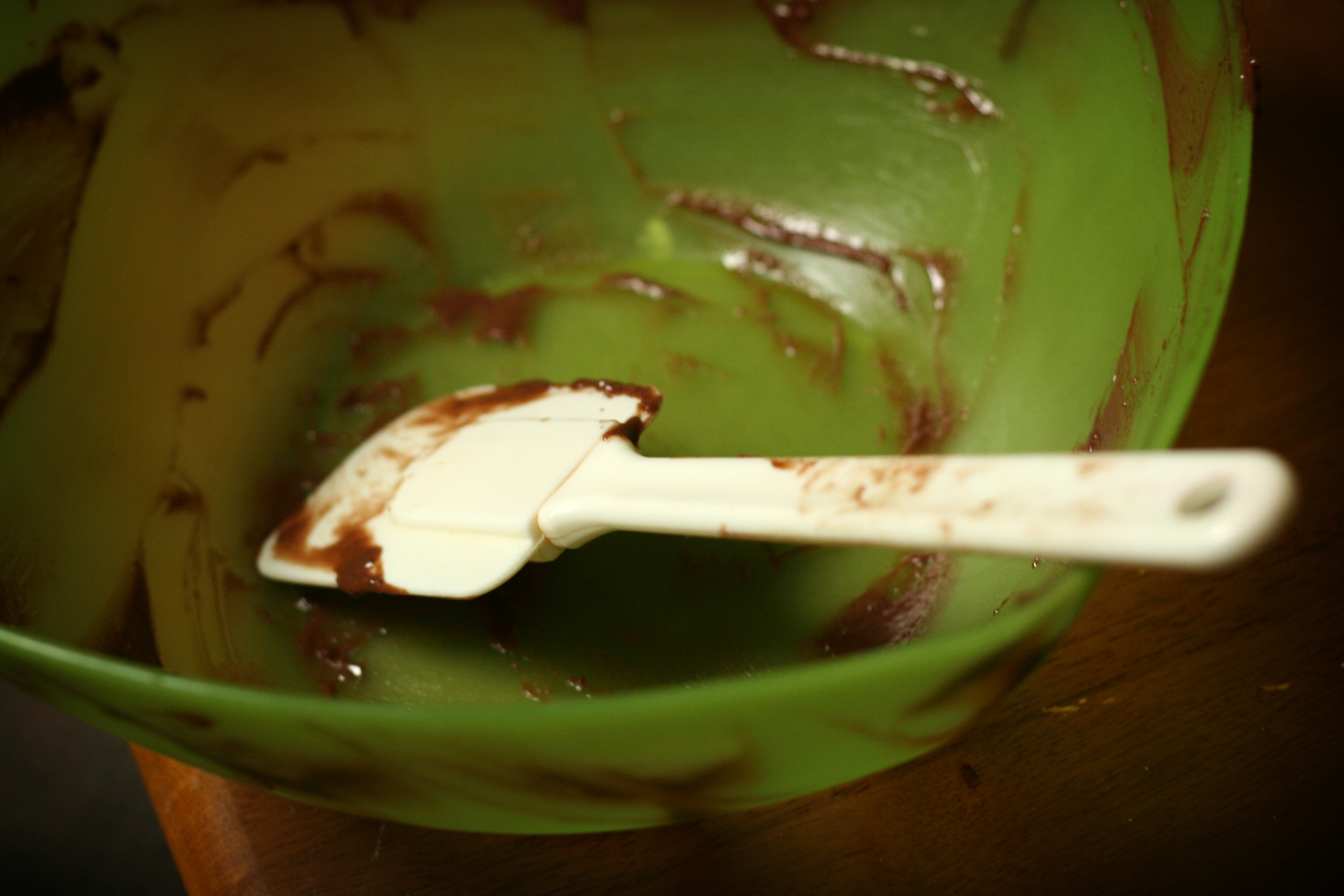
Na gebruik

Een pannenlikker, ook wel pottenlikker, pannenschraper, potlikker, pottenkrabber of in Vlaanderen pannenlekker genoemd, is een stuk keukengerei waarmee de laatste restjes uit een pan of een pot kunnen worden geschraapt. Het is qua functie vergelijkbaar met een flessenlikker.
De pannenlikker bestaat uit een steel met daaraan een wat breder gedeelte, dat van soepele kunststof (meestal siliconen) is gemaakt en is in wezen een soort soepele spatel. Door het gebruik van het soepele en relatief zachte materiaal is het enerzijds mogelijk om van gekromde delen van een pan of pot de laatste resten weg te halen, anderzijds zorgt het materiaal ervoor dat pannen (met bijvoorbeeld teflon) niet beschadigd raken. Meestal is het uiteinde zowel van een rechte hoek als een afgeronde hoek voorzien, om ook hoekjes optimaal te kunnen bereiken.
Behalve om potten en pannen mee schoon te likken, wordt de pannenlikker ook gebruikt om ingrediënten door bijvoorbeeld een saus of yoghurt te roeren.